# Saxon Motor Car Company
La Saxon Motor Car Company è stata casa automobilistica statunitense attiva dal 1914 al 1922 a Detroit, nel Michigan. Nel 1915 e nel 1916 la Saxon si posizionò all'ottavo posto assoluto tra i costruttori automobilistici statunitensi per numero di esemplari prodotti.

## Storia

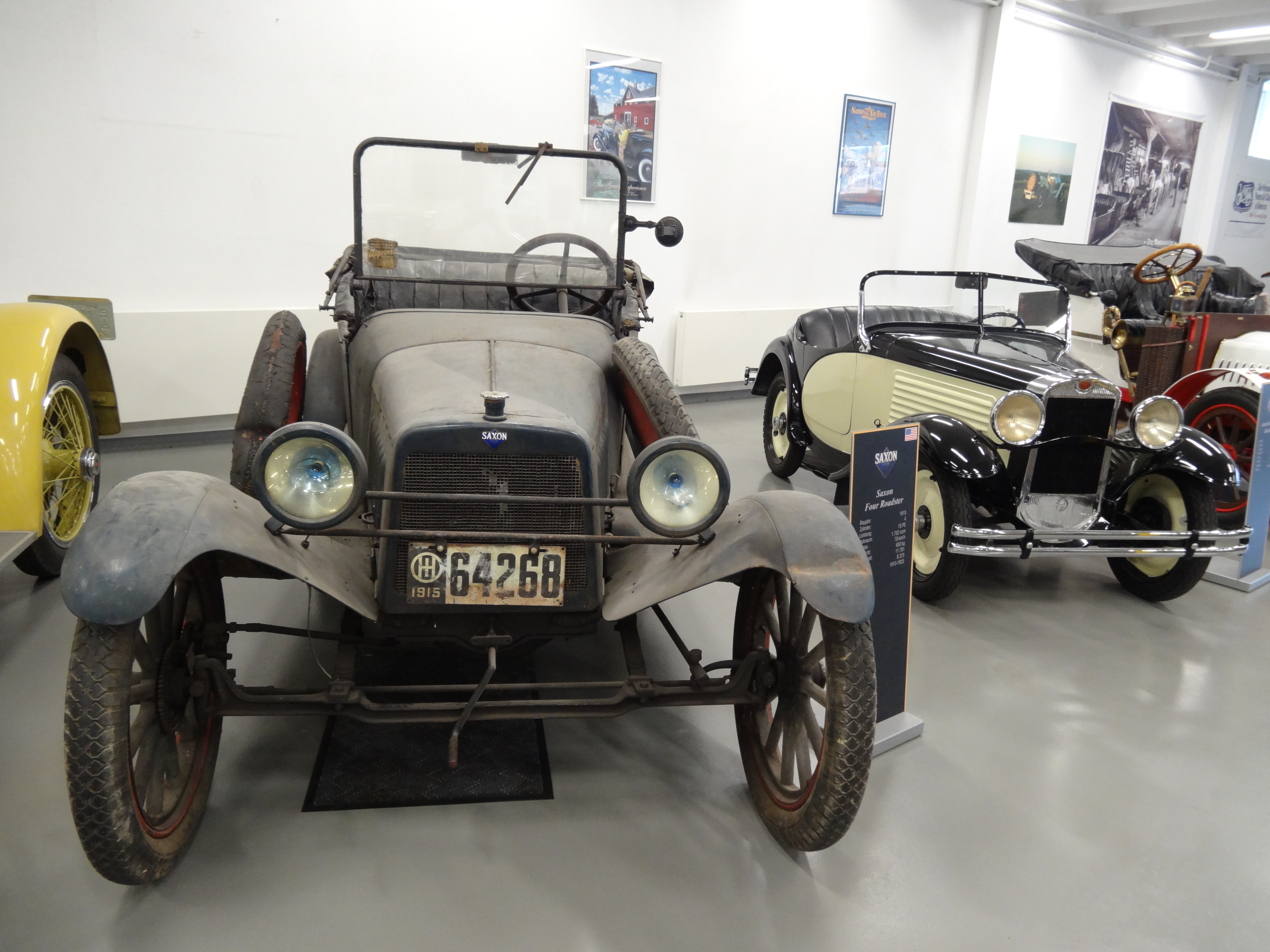
Una Saxon Four del 1915

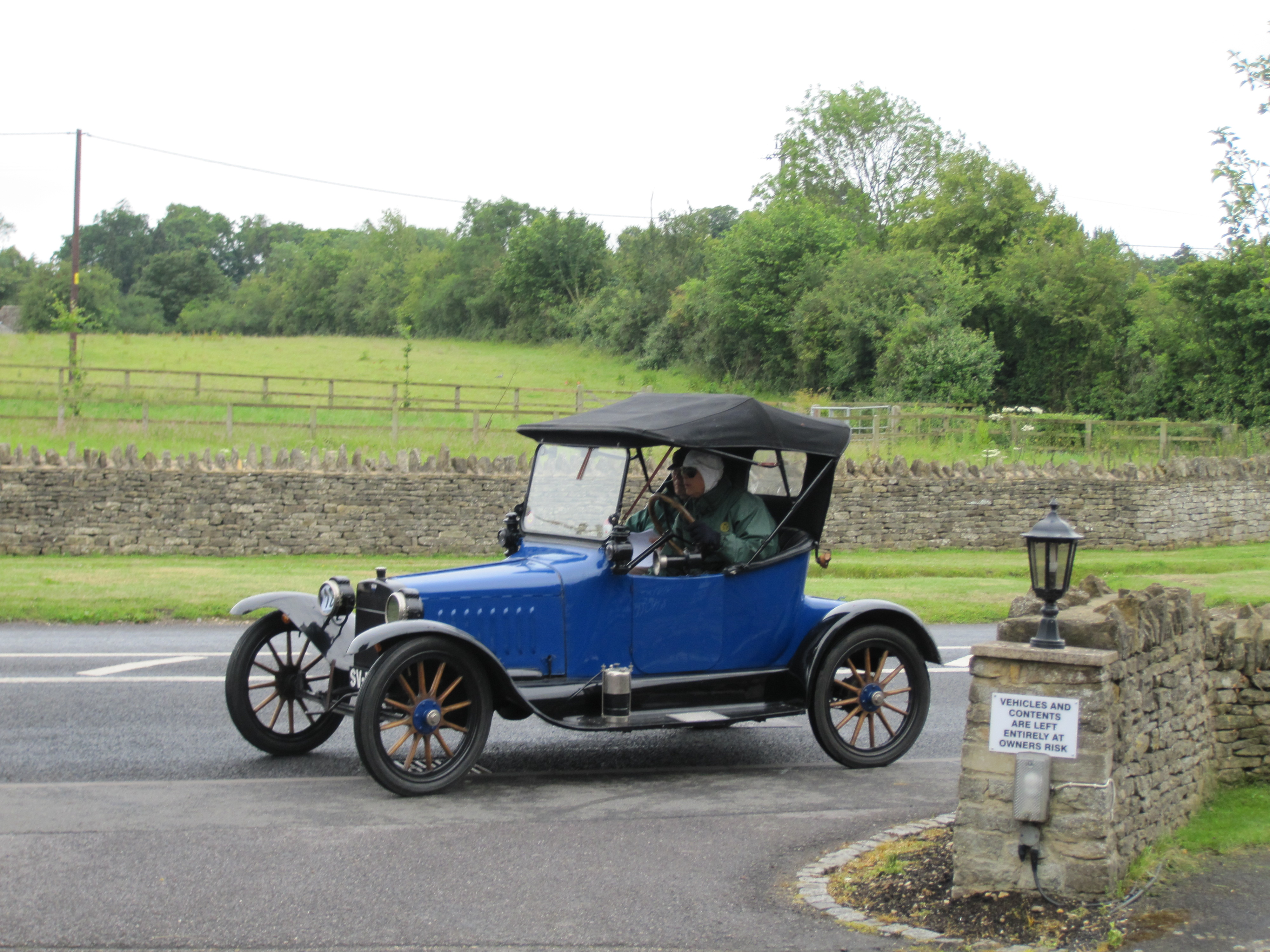
Una Saxon Model 14 runabout del 1916

La Saxon fu fondata da Harry W. Ford e Hugh Chalmers, che era già proprietario della Chalmers Motor Car Company. Chalmers ebbe l'intuizione di costituire un'azienda automobilistica che avrebbe dovuto produrre modelli piccoli ed economici.
Il primo modello Saxon comparve nel 1914. La Model A, questo il suo nome, era una piccola runabout a due posti con motore a quattro cilindri da 1,4 L di cilindrata raffreddato ad acqua che sviluppava 12 CV di potenza. Il cambio, inizialmente, fu a due rapporti. In seguito venne sostituito da una trasmissione a tre marce. I fanali elettrici erano offerti come optional a 70 dollari. Questa opzione diventò parte dell'equipaggiamento disponibile di serie dal 1915. Nel primo anno di produzione furono realizzati 7.000 esemplari.
Nel 1915 si aggiunse alla gamma un modello con motore a sei cilindri, mentre nel 1917 fu lanciato un modello berlina. Nel 1918 la Saxon entrò in crisi. Come risultato, la Model A fu tolta dai listini. Stesso destino toccò alla berlina, che uscì di produzione nel 1919. Nel 1920 un nuovo modello, la Duplex, che era dotata di un motore a quattro cilindri a valvole in testa, fu aggiunta alla gamma. Quest'ultima fu poi completata da un nuovo modello berlina. Il modello con motore a sei cilindri tolto di produzione nel 1921. Le vendite continuavano a calare, e quindi la produzione fu spostata a Ypsilanti, nel Michigan, ma senza successo. La Saxon chiuse poi i battenti nel 1922.